# Ricardo Solans
Ricardo Solans (Barcelona, 3 de diciembre de 1939) es un actor de doblaje español.

## Trayectoria
Debuta en el teatro junto a Mercedes Sampietro El zoo de cristal, de Tennessee Williams. 
Aunque en su primer doblaje acomete el protagonista de Romeo y Julieta, de Franco Zeffirelli, el pistoletazo de salida se lo da El graduado, de 1967 pero doblada y estrenada en España en 1969, cuando dobla a un desconocido Dustin Hoffman.
Consideró difícil de doblar a Dustin Hoffman en Tootsie, ya que durante la mayor parte del largometraje, Solans tuvo que poner voz de mujer. Solans opina que "lo que se dobla es el personaje, no el actor". En El príncipe de Zamunda logró un reto similar doblando al coprotagonista Arsenio Hall en varios personajes con diferentes registros de voz.
Su descubridor fue José Luis Sansalvador. 
Es la voz habitual en castellano de Robert De Niro, Sylvester Stallone, Al Pacino, Danny DeVito, John Hurt, Richard Gere, Derek Jacobi, Jean-Louis Trintignant, Bill Murray, Jeremy Irons, Harvey Keitel, Jon Voight, Mickey Rourke y Dustin Hoffman.
Ha doblado a Robert De Niro en más de ochenta películas. En la trilogía original de Star Wars dobló a tres personajes: Wedge en el Episodio IV, el general Rieekan en el Episodio V y al almirante Piett en el Episodio VI. Personajes tan célebres en el mundo del cine como Scar (en El rey león), Tony Montana (de Scarface: El precio del poder), Al Capone (en Los intocables de Eliot Ness), Michael Corleone (en El padrino III), Bruce Wayne/Batman (en Batman de Tim Burton), el detcetive John Shaft (en  Shaft (Las noches rojas de Harlem) y sus dos secuelas), Charlie Chaplin (en El gran dictador), Jake La Motta (de Toro salvaje), Rocky Balboa, Travis Bickle (de Taxi Driver), Max Cady (en El cabo del miedo), el doctor Peter Venkman (de Los Cazafantasmas) o John Rambo han contado en España con la voz versátil y peculiar de Solans. También fue la voz del Lobo Feroz en la versión española del corto de Disney de Los tres cerditos.También doblo por primera y única vez a Robin Williams en su primera aparición Popeye.

## Número de doblajes de actores más conocidos
- Voz habitual de Robert De Niro (en 83 películas) desde 1977.
- Voz habitual de Dustin Hoffman (en 28 películas) desde 1969.
- Voz habitual de Sylvester Stallone (en 29 películas) desde 1977.
- Voz habitual de Al Pacino (en 30 películas) desde 1977.
- Voz habitual de John Hurt (en 18 películas) desde 1979.
- Voz habitual de Derek Jacobi (en 17 películas) desde 1975.
- Voz habitual, aunque no principal, de Danny DeVito (en 12 películas) desde 1988.
- Antigua voz habitual de Richard Gere (en 11 películas) desde 1979 a 1995.

## Filmografía
Algunos de sus trabajos en doblaje han sido:
| Al Pacino          | Scarface: El precio del poder            | Tony Montana                                                                 | 1983                |      |  |  |
| Al Pacino          | El padrino III                           | Michael Corleone                                                             | 1990                |      |  |  |
| Al Pacino          | Esencia de mujer                         | Teniente coronel Frank Slade                                                 | 1992                |      |  |  |
| Al Pacino          | Pactar con el diablo                     | John Milton                                                                  | 1997                |      |  |  |
| Al Pacino          | Un domingo cualquiera                    | Tony D'Amato                                                                 | 1999                |      |  |  |
| Al Pacino          | El mercader de Venecia                   | Shylock                                                                      | 2004                |      |  |  |
| Al Pacino          | Érase una vez en Hollywood               | Marvin Schwarz                                                               | 2019                |      |  |  |
| Al Pacino          | La casa Gucci                            | Aldo Gucci                                                                   | 2021                |      |  |  |
| Alan Ford          | Snatch: Cerdos y Diamantes               | El Ladrillo                                                                  | 2000                |      |  |  |
| Arsenio Hall       | El príncipe de Zamunda                   | Semmi / Reverendo Brown / Morris el barbero / Chica del club                 | 1988                |      |  |  |
| Arsenio Hall       | El rey de Zamunda                        | Semmi / Reverendo Brown / Morris el barbero / Baba el brujo / Chica del club | 2021                |      |  |  |
| Bill Murray        | Los cazafantasmas                        | Dr. Peter Venkman                                                            | 1984                |      |  |  |
| Bill Murray        | Los cazafantasmas 2                      | Dr. Peter Venkman                                                            | 1989                |      |  |  |
| Bill Murray        | Cazafantasmas: El videojuego             | Dr. Peter Venkman                                                            | 2009                |      |  |  |
| Bill Murray        | Cazafantasmas: Más allá                  | Dr. Peter Venkman                                                            | 2021                |      |  |  |
| Bill Murray        | Cazafantasmas: imperio helado            | Dr. Peter Venkman                                                            | 2024                |      |  |  |
| Bill Nighy         | Astro Boy                                | Dr. Elefun                                                                   | 2009                |      |  |  |
| Brian Grellis      | Al servicio secreto de su majestad       | Ayudante de Sir Hillary Bray                                                 | 1969                |      |  |  |
| Bruce Boa          | Star Wars - 5. El imperio contraataca    | General Carlist Rieekan                                                      | 1980                |      |  |  |
| Charles Chaplin    | El gran dictador                         | Adenoid Hynkel                                                               | 1940                |      |  |  |
| Chris Sarandon     | Muñeco diabólico                         | Mike Morris                                                                  | 1988                |      |  |  |
| Danny DeVito       | Matilda                                  | Harry Wormwood / Narrador                                                    | 1996                |      |  |  |
| Danny DeVito       | Austin Powers en Miembro de Oro          | Mini Yo                                                                      | 2002                |      |  |  |
| Danny DeVito       | Dumbo                                    | Max Medici                                                                   | 2019                |      |  |  |
| Denis Lawson       | Star Wars - 4. La guerra de las galaxias | Wedge Antilles                                                               | 1977                |      |  |  |
| Derek Jacobi       | El discurso del rey                      | Arzobispo Cosmo Lang                                                         | 2010                |      |  |  |
| Dustin Hoffman     | El graduado                              | Ben Braddock                                                                 | 1967                |      |  |  |
| Dustin Hoffman     | Cowboy de medianoche                     | Rico Rizzo "Ratzo"                                                           | 1969                |      |  |  |
| Dustin Hoffman     | Papillon                                 | Louis Dega                                                                   | 1973                |      |  |  |
| Dustin Hoffman     | Tootsie                                  | Michael Dorsey / Dorothy Michaels                                            | 1982                |      |  |  |
| Dustin Hoffman     | Rain Man                                 | Raymond Babbit                                                               | 1988                |      |  |  |
| Dustin Hoffman     | Dick Tracy                               | Soplos                                                                       | 1990                |      |  |  |
| Dustin Hoffman     | Hook: El capitán Garfio                  | Capitán James Garfio                                                         | 1991                |      |  |  |
| Dustin Hoffman     | Kung Fu Panda 3                          | Maestro Shifu                                                                | 2016                |      |  |  |
| Dustin Hoffman     | Kung Fu Panda 4                          | Maestro Shifu                                                                | 2024                |      |  |  |
| Takeshi Aono       | One Piece                                | Loro Calvo                                                                   |                     |      |  |  |
| Fred Ward          | Fuga de Alcatraz                         | John Anglin                                                                  | 1979                |      |  |  |
| Harvey Keitel      | Thelma y Louise                          | Hal Slocombe                                                                 | 1994                |      |  |  |
| Jeff Conaway       | Grease                                   | Kenickie                                                                     | 1978                |      |  |  |
| Jeremy Irons       | La mujer del teniente francés            | Charles Henry Smithson / Mike                                                | 1981                |      |  |  |
| Jeremy Irons.      | El rey león                              | Scar                                                                         | 1994                |      |  |  |
| Bin Shimada .      | Saint Seiya: The Lost Canvas             | Zelos de Frog                                                                |                     |      |  |  |
| John Bedford Lloyd | Wall Street 2: el dinero nunca duerme    | Bill Clark                                                                   | 2010                |      |  |  |
| John Cleese        | Hotel Fawlty                             | Basil Fawlty                                                                 | 1986                |      |  |  |
| John Hurt          | Alien: el octavo pasajero                | Kane                                                                         | 1979                |      |  |  |
| John Hurt          | V de vendetta                            | Adam Sutler                                                                  | 2005                |      |  |  |
| John Hurt          | Los crímenes de Oxford                   | Arthur Seldom                                                                | 2008                |      |  |  |
| John Lithgow       | Bigfoot y los Henderson                  | George Henderson                                                             | 1987                |      |  |  |
| Kenneth Colley     | Star Wars - 6. El retorno del Jedi       | Almirante Firmus Piett                                                       | 1983                |      |  |  |
| Kevin Kline        | Wild Wild West                           | Artemus Gordon                                                               | 1999                |      |  |  |
| Kurt Russell       | La Cosa                                  | R. J. MacReady                                                               | 1982                |      |  |  |
| Kurtwood Smith     | RoboCop                                  | Clarence Boddicker                                                           | 1987                |      |  |  |
| Michael Ironside   | V - Los visitantes                       | Ham Tyler                                                                    | 1984-1985           |      |  |  |
| Michael Johnson    | Ana de los mil días                      | George Boleyn                                                                | 1969                |      |  |  |
| Michael Keaton     | Batman                                   | Bruce Wayne / Batman                                                         | 1989                |      |  |  |
| Michel Subor       | ¿Qué tal, Pussycat?                      | Philippe                                                                     | 1965                |      |  |  |
| Mickey Rourke      | Nueve semanas y media                    | John Gray                                                                    | 1986                |      |  |  |
| Paul Freeman       | Indiana Jones en busca del arca perdida  | Rene Belloq                                                                  | 1981                |      |  |  |
| Camilo García      | Atrapa la bandera                        | frank goldwing (catalán)                                                     | 2015                |      |  |  |
| Richard Gere       | Oficial y caballero                      | Zachary "Zack" Mayo                                                          | 1982                |      |  |  |
| Richard Gere       | Pretty Woman                             | Edward Lewis                                                                 | 1990                |      |  |  |
| Richard Gere       | Sommersby                                | John Robert "Jack" Sommersby                                                 | 1992                |      |  |  |
| Richard Gere       | El primer caballero                      | Lancelot                                                                     | 1995                |      |  |  |
| Richard Lawson     | Poltergeist: Fenómenos extraños          | Ryan                                                                         | 1982                |      |  |  |
| Robert De Niro     | Cambalache                               | Sammy Nicoletti                                                              | 1969 (doblaje 1981) |      |  |  |
| Robert De Niro     | Muerte de un jugador                     | Bruce Pearson                                                                | 1973                |      |  |  |
| Robert De Niro     | Taxi Driver                              | Travis Bickle                                                                | 1976                |      |  |  |
| Robert De Niro     | El último magnate                        | Monroe Stahr                                                                 | 1976                |      |  |  |
| Robert De Niro     | Novecento                                | Alfredo Berlinguieri                                                         | 1978                |      |  |  |
| Robert De Niro     | Toro Salvaje                             | Jake LaMotta                                                                 | 1980                |      |  |  |
| Robert De Niro     | Cartas a Iris                            | Stanley Cox                                                                  | 1984                |      |  |  |
| Robert De Niro     | La misión                                | Rodrigo Mendoza                                                              | 1986                |      |  |  |
| Robert De Niro     | Los intocables de Eliot Ness             | Al Capone                                                                    | 1987                |      |  |  |
| Robert De Niro     | El corazón del ángel                     | Louis Cyphre                                                                 | 1987                |      |  |  |
| Robert De Niro     | Huida a medianoche                       | Jack Walsh                                                                   | 1988                |      |  |  |
| Robert De Niro     | Jacknife                                 | Joseph Megessey                                                              | 1989                |      |  |  |
| Robert De Niro     | Despertares                              | Leonard Lowe                                                                 | 1990                |      |  |  |
| Robert De Niro     | Uno de los nuestros                      | Jimmy Conway                                                                 | 1990                |      |  |  |
| Robert De Niro     | El cabo del miedo                        | Max Cady                                                                     | 1991                |      |  |  |
| Robert De Niro     | Frankenstein de Mary Shelley             | La criatura                                                                  | 1994                |      |  |  |
| Robert De Niro     | Casino                                   | Sam "Ace" Rothstein                                                          | 1995                |      |  |  |
| Robert De Niro     | Heat                                     | Neil McCauley                                                                | 1995                |      |  |  |
| Robert De Niro     | Sleepers                                 | Padre Bobby                                                                  | 1996                |      |  |  |
| Robert De Niro     | Cop Land                                 | Teniente Moe Tilden                                                          | 1997                |      |  |  |
| Robert De Niro     | Jackie Brown                             | Louis Gara                                                                   | 1997                |      |  |  |
| Robert De Niro     | La cortina de humo                       | Conrad Brean                                                                 | 1997                |      |  |  |
| Robert De Niro     | Grandes esperanzas                       | Arthur Lustig                                                                | 1998                |      |  |  |
| Robert De Niro     | Hombres de honor                         | Leslie W. Sunday "Billy"                                                     | 2000                |      |  |  |
| Robert De Niro     | Los padres de ella                       | Jack Byrnes                                                                  | 2000                |      |  |  |
| Robert De Niro     | Los padres de él                         | Jack Byrnes                                                                  | 2004                |      |  |  |
| Robert De Niro     | Stardust                                 | Captain Shakespeare                                                          | 2007                |      |  |  |
| Robert De Niro     | Ahora los padres son ellos               | Jack Byrnes                                                                  | 2010                |      |  |  |
| Robert De Niro     | Luces rojas                              | Simon Silver                                                                 | 2012                |      |  |  |
| Robert De Niro     | El becario                               | Ben Whittaker                                                                | 2015                | 2015 |  |  |
| Robert De Niro     | Joker                                    | Murray Franklin                                                              | 2019                |      |  |  |
| Robert De Niro     | Día Cero                                 | George Mullen                                                                | 2025                |      |  |  |
| Robin Williams     | Popeye                                   | Popeye el marino                                                             | 1980                |      |  |  |
| Robert Hays        | Aterriza como puedas                     | Ted Striker                                                                  | 1980                |      |  |  |
| Rufus              | Amélie                                   | Raphaël Poulain                                                              | 2001                |      |  |  |
| Sam Neill          | La caza del Octubre Rojo                 | Capitán Vasily Borodin                                                       | 1990                |      |  |  |
| Sylvester Stallone | Rocky                                    | Rocky Balboa                                                                 | 1976                |      |  |  |
| Sylvester Stallone | Rocky II                                 | Rocky Balboa                                                                 | 1979                |      |  |  |
| Sylvester Stallone | Rocky III                                | Rocky Balboa                                                                 | 1982                |      |  |  |
| Sylvester Stallone | Acorralado                               | John Rambo                                                                   | 1982                |      |  |  |
| Sylvester Stallone | Rocky IV                                 | Rocky Balboa                                                                 | 1985                |      |  |  |
| Sylvester Stallone | Rambo: First Blood Part II               | John Rambo                                                                   | 1985                |      |  |  |
| Sylvester Stallone | Cobra, el brazo fuerte de la ley         | Marion Cobretti                                                              | 1986                |      |  |  |
| Sylvester Stallone | Yo, el halcón                            | Lincoln Hawk                                                                 | 1987                |      |  |  |
| Sylvester Stallone | Rambo III                                | John Rambo                                                                   | 1988                |      |  |  |
| Sylvester Stallone | Encerrado                                | Frank Leone                                                                  | 1989                |      |  |  |
| Sylvester Stallone | Tango y Cash                             | Raymond "Ray" Tango                                                          | 1989                |      |  |  |
| Sylvester Stallone | Rocky V                                  | Rocky Balboa                                                                 | 1990                |      |  |  |
| Sylvester Stallone | Demolition Man                           | John Spartan                                                                 | 1993                |      |  |  |
| Sylvester Stallone | Juez Dredd                               | Juez Joseph Dredd                                                            | 1995                |      |  |  |
| Sylvester Stallone | Rocky Balboa                             | Rocky Balboa                                                                 | 2006                |      |  |  |
| Sylvester Stallone | John Rambo, regreso al infierno          | John Rambo                                                                   | 2008                |      |  |  |
| Sylvester Stallone | Los mercenarios                          | Barney Ross                                                                  | 2010                |      |  |  |
| Sylvester Stallone | Los mercenarios 2 (DVD)                  | Barney Ross                                                                  | 2012                |      |  |  |
| Sylvester Stallone | Los mercenarios 3                        | Barney Ross                                                                  | 2014                |      |  |  |
| Sylvester Stallone | Creed: La leyenda de Rocky               | Rocky Balboa                                                                 | 2015                |      |  |  |
| Sylvester Stallone | Creed II                                 | Rocky Balboa                                                                 | 2018                |      |  |  |
| Sylvester Stallone | Rambo: Last Blood                        | John Rambo                                                                   | 2019                |      |  |  |
| Sylvester Stallone | Los mercenarios 4                        | Barney Ross                                                                  | 2023                |      |  |  |

## Vida personal
Está divorciado y tiene dos hijos: Esther Solans, nacida el 7 de abril de 1974 en Barcelona, la cual sigue los pasos de su padre, y Ricardo Solans Tamarit, fruto de su relación con la también actriz de doblaje Marta Tamarit, 25 años más joven que él.